# Abdullah Al-Waked
Abdullah Al-Waked Al-Shahrani (in arabo عبد الله الواكد الشهراني‎?; 29 settembre 1975) è un ex calciatore saudita, centrocampista.
Gioca come esterno sinistro, e ha partecipato ai mondiali 2002 e 2006.

## Carriera
Ha giocato, fra le altre, anche con Al-Ahli e Al-Ittihad, partecipando ai Mondiali 2002.

## Palmarès

### Club

#### Competizioni nazionali
- Campionato saudita: 1

Al-Ittihad: 2006-2007

#### Competizioni internazionali
- Coppa delle Coppe dell'AFC: 1

Al-Shabab: 2000-2001
- AFC Champions League: 2

Al-Ittihad: 2004, 2005
- Champions League araba: 2

Al-Shabab: 1999
Al-Ittihad: 2005
- Coppa dei Campioni del Golfo: 1

Al-Shabab: 1994
- Supercoppa araba: 2

Al-Shabab: 1995, 2000